# 戰象

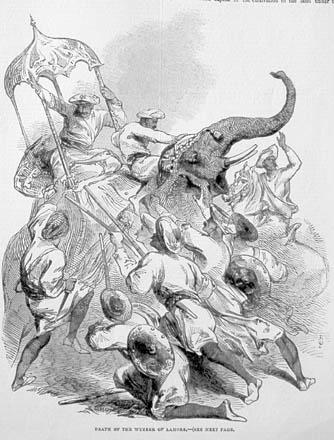
第一次英國-錫克戰爭戰場上出現的戰象版畫，發表於倫敦新聞畫報。大象厚實的皮膚能夠保護牠不容易遭受箭頭和刀劍等冷兵器的傷害（如果加披裝甲，戰象甚至能抵擋早期前裝式滑膛燧發槍所發射的球形彈丸）。位於象背的騎乘位置也提供了驭象手一個視野廣闊、不容易遭受步兵打擊的制高點，可以居高臨下地向敵軍施放投射兵器。但由1850年代開始，隨著後膛裝彈來福槍等新式武器的發明，熱兵器的殺傷力不斷增大，冷兵器逐漸退出戰場，戰象的作戰價值大不如前，像這幅版畫所描繪的情景也越來越少見

戰象是經人類馴服和訓練後用於作戰用途的大象。在战场上主要用于冲散敌军的阵列、踐踏敵人。通常是雄性，因为公象相對母象更加强健而凶猛。

## 历史

### 馴服
大约四千年前，印度河文明开始驯象。但是象并未完全圈養化，人们必须在野外捕捉象来使用。象首先被驯化的品种是亚洲象，主要用于农业。人类首次驱使象上战场是在公元前1100年左右的古印度。当时吠陀时代的印度有几首圣歌对此加以记载。大约同时的中国商朝人也最先将象编入军队。商朝人驯化的是栖息于黄河流域的象。

### 古代：歐亞地區使用戰象作戰的民族
波斯阿契美尼德帝國在数场战役中使用从印度获取的战象。前331年10月1日波斯帝国与亚历山大大帝的高加米拉戰役，很可能是欧洲人首次面对战象。布置在波斯军队阵列中央的十五头战象给马其顿军带来极大的震撼。以致亚历山大在会战前夜感到有必要为此向恐惧之神献祭。高加米拉会战是亚历山大的辉煌胜利。但是他对敌军的战象留下了深刻的印象。征服波斯后，亚历山大认可了战象的使用，并将一队战象编入自己的军队。五年后，攻入印度的亚历山大在与皮魯斯的希達斯皮斯河戰役中，已经知道如何对付战象了。当时统治（如今的）旁遮普和巴基斯坦的皮魯斯在此会战中投入了85头战象，形成对亚历山大的巨大威胁。但是最终亚历山大战胜。正当此时，在当代孟加拉和印度东北部的摩揭陀国拥有6000头战象。不久之后，旃陀羅笈多·孔雀拥有9000头战象。这两个巨大的数字是波斯人和希腊人使用的战象数量望尘莫及的。
战象的使用开始传播。亚历山大的继业者们在战争中投入了数百头来自印度的战象。托勒密王朝的埃及人和迦太基人开始为了战争驯化非洲象。努米底亚人和库什人也开始驯象。他们驯化的是非洲的森林象。可以肯定地说，北非残余的象因为人类的过度捕捉而最终灭亡。森林象这个品种比塞琉古王朝使用的亚洲象体型小。它们经常由于恐惧而无法被驱入战斗。非洲的草原象的体型比森林象和亚洲象大。事实证明，驯化草原象用于战争非常艰难，对其的使用也不广泛。前217年，埃及托勒密王朝和塞琉古王朝之间的拉斐亞戰役，埃及军队的森林象体型小于对手的亚洲象。但是塞琉古王朝的安条克三世并未因此而胜利。
斯里兰卡的历史文献记载，战场上率领军队的国王们的坐骑是象。在两王前200年的历史上著名的遭遇战中，名为"Kandula"的象是Dutugamunu王的坐骑，名为"Maha Pabbata"的象是Elahara王的坐骑。古罗马历史学家普林尼提到，Megastenes记载了歐奈西克瑞塔斯（Onesicritus）的一个说法。说是斯里兰卡象相对于其他品种的象体型更大性情更凶猛更适合在战场使用。这个原因加上斯里兰卡象生活的地域靠近海港使贩卖斯里兰卡象成为有利可图的贸易活动。甚至在和平时期，象踩踏的死刑使用于叛国者和其他违反国法侵犯王权的罪犯。
亚历山大去世之后的数百年，欧洲战场上的各支军队使用战象对抗罗马。从前280年皮洛士的赫拉克利亞戰役，到汉尼拔翻越阿尔卑斯山，战象震慑着罗马军团。同亚历山大一样，罗马人找到了对付战象的战术。前202年的扎马会战，汉尼拔麾下的战象队的冲锋没有效果。因为罗马军的阵列给敌方战象的冲锋留出了通道。一百多年后，前46年的塔普苏斯会战中，恺撒以战斧装备第五军团，指挥军团兵集中攻击战象的腿。该军团抵挡住了战象的冲锋。之后战象成为第五军团的标志。塔普苏斯会战是西方战场上使用战象的最后一次比较重要的事例。据说猪是对付战象的有效武器。老普林尼记载：“战象对最小的猪的尖叫都会感到恐惧。”据说一次麦加拉城的成功解围。麦加拉人将滚油倒在一群猪身上，使得猪身上着了火，并把他们驱往敌人的战象队。面对身上有火苗的惨叫的猪群，战象在恐惧中四散奔逃。
帕提亚帝国在与罗马人的战争中偶而使用战象。不过继起的波斯萨珊王朝军队中战象是一个重要的组成部分。萨珊波斯在与其西方敌人的战争中多次使用战象。以此著名的Vartanantz会战，波斯战象导致亚美尼亚军的畏惧，进而粉碎了亚美尼亚的叛乱。另一个事例是al-Qādisiyyah会战，波斯军使用了为数众多的战象。

### 中世紀發展
中世纪的欧洲，人们很少使用战象。神圣罗马帝国皇帝腓特烈二世的十字军在圣域俘获了一头象，并在1214年攻占克雷莫納的战斗中使用了它。
印度的一个伊斯兰教君主在使用战象時，几乎终结了帖木儿的征战生涯。在1398年的一次战役中，帖木儿的军队面对敌军一百头以上的战象時，几乎因为恐慌而溃败。历史学家评论，这场战役帖木儿胜在了一个天才的计谋：交战前他命令在骆驼背上堆燃烧的麦秆，燃烧产生的烟尘驱使骆驼向前狂奔，使得战象受惊而向后溃散，并导致敌军撤退的企图失败。对本战役的另一种评价来自Ahmed ibn Arabshah，他说帖木儿使用大量的骑兵迟滞了战象队的冲锋。此战之后，帖木儿军使用战象对付奥斯曼土耳其帝国。
据记载国王Rajasinghe the First于1558年围攻位于科伦坡（当代斯里兰卡首都）的葡萄牙堡垒时，他麾下有一支由2200头战象组成的方阵。国王Rajasinghe的王家马厩总管被称为"Gaja Nayake Nilame"。马厩总管的一名同僚是“Kuruve Lekham”。他负责统领驭象人即所谓的“Kuruwe”。驭象人的职责就是训练战象。

### 近代戰爭中出現的戰象

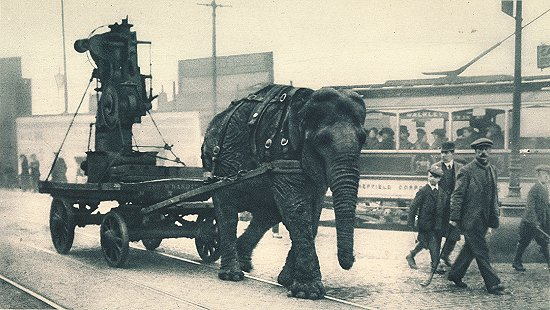
一戰時期較為罕見的戰象，負責執行拖曳重型軍械的任務，照片攝於英國謝菲爾德一個軍械庫

15世纪后期开始，欧洲的战争进入火器时代。从此组织战象冲锋變成了一種自殺行爲，因为火炮能轻易地驚嚇並殺傷它们。人们从此不再驱使大象冲锋陷阵，而是偶然被用來承担其他非戰鬥任务如作為馱獸運輸輜重直到第二次世界大战，使用內燃機為動力的軍用運輸車輛大量出現在戰場上為止。但在一些南亞、東南亞熱兵器不普及而又盛產大象的地區，如印度、泰國、緬甸等，大象仍被當地人馴化用於作戰。直至19世紀中葉，印度錫克人在英錫戰爭期間仍然驅趕戰象衝擊裝備有雷管槍的英國殖民者。隨著西方國家在19世紀下半葉的全球殖民擴張和文明化進程，亞洲地區的原住民也逐漸跟隨西方人學習使用槍械和火砲，並放棄舊有的冷兵器白刃戰，自此，僅具有抵擋刀劍和重量優勢的戰象越來越來不適合現代戰爭的作戰環境。隨著20世紀更多威力、火力更強大的單兵武器如自動步槍、火箭助推榴彈的出現，即使在落後地區如非洲、南亞、東南亞等國家，大象也完全失去了任何作戰價值，並從全世界徹底退出了戰爭的歷史舞台。

## 中国史书记载的战象
中国军队也曾经使用战象及面临战象的考验。古代黄河流域气候温暖湿润，有大量的象和犀牛栖息。殷商时期，中原人已经掌握了一整套成熟的捕捉、驯养、使用大象的技术，最初用于农业，以后逐渐用于战争，建立了专门的象军。《吕氏春秋·古乐篇》有记载“殷人服象，为虐于东夷”，说明商纣王时期商军在征伐东夷的战役中大规模使用了战象，并发挥了巨大作用。在商朝征讨羌人的战役中也曾有使用战象的记载。
随着汉朝以后气候的变化以及过度捕杀，中原大象绝迹，象军在中原王朝的军队中消失，而成为中原王朝在面对南方王朝时的对手。公元445年，南朝宋振武将军宗悫与林邑王在象浦会战。林邑王的战象数量众多无边无际。宗悫命令制作假狮子迎拒战象。敌人的战象发狂回奔，林邑军因此溃败。耐人寻味的是，林邑所在地为汉朝的象林县，属于象郡。地名中都有“象”字。
唐朝时，东南亚栖息着成群的野象，民众有以象为代步工具的。战场上使用大象十分普遍。唐朝初期，林邑王改称环王。国都为占城。为中国历史记载，环王的卫兵5000人，作战时乘坐战象。国王曾向唐太宗献驯象等物。元和初年，唐朝安南都护张舟击败占城军，在此战中缴获战象若干。欧洲人记录了斯里兰卡的象刑，中国史书记载了占城同样有象刑。东南亚地区拥有战象的不止占城。哥罗国的战象，与一千多年前欧洲战场上的同类一样，装备有象舆，象舆内载四名士兵以弓箭和长矛为武器。另外真腊国有五千战象，也向唐朝进献过驯象。
中国军队极少使用战象。在南北朝时代，隋朝开国皇帝杨坚在西魏为将領，参加讨伐西梁。梁军将利刃绑在象鼻上作战，杨坚射箭使敌人的两头象发狂向回奔跑，魏军取胜。

## 戰術
象在军事上有诸多用途。象庞大的体型可运载沉重的物资，在近代机动车辆取代它们之前，象一直是一种有效的运输方式。在会战中，战象通常被布置在军阵的中央。位于中央使战象能有效地挫败敌方的冲锋，也便于它们自己发动冲锋。士兵也可將象鞍裝在象背並騎上，以高聳的視野攻擊敵軍，形成象兵。
战象在冲锋时可达到30千米/时（20英里/时）的速度。战象的冲锋并不能简单地被装备长矛的步兵方阵化解，这一点与骑兵不同。战象冲锋的威力在于它们巨大的力量。它们冲垮敌人的阵型，践踏敌方的士兵，挥舞长牙破坏厮杀。敌方没有被冲垮的那部分军队，至少会被战象的冲锋驱赶到一边，或者是其压迫下后退。除此之外，战象并不需要与敌人接触就能引起恐慌，在它们的冲锋面前敌人会因为恐惧而望风披靡。即使是训练有素的罗马军团有时也不免如此。骑兵在战象面前也不能幸免，因为战马不熟悉象的气味，很容易在象面前受惊。
由于象的厚实皮肤，使得在战场上杀死或者击败战象极端困难。而战象高度和重量的巨大优势对它们的骑手们起了可观的保护作用。除了执行冲击敌阵的任务，战象为投射兵器稳固的发射阵地。战象队布置于战线中央，投射兵器在这个位置可以发现和攻击更多目标。战象驭手和位于象舆中的战士装备弓弩攻击敌军，另有长矛以供敌人近身时自卫。战象搭载的投射兵器愈加发达。若干高棉族国王和印度族国王为他们的战象装备了如同投石机那般巨大的床弩，用来发射能穿透甲胄的长矛攻击敌人的战象骑兵和战车。16世纪后半叶，曾有人将大炮架在战象背上。但是，火器时代的到来不可避免地将这种行动缓慢易遭炮火打击的动物驱逐出火线。
然而有时在经受数创或者驭手死亡的情况下，战象会发狂。它们疯狂地奔跑，一视同仁地引发战斗双方的伤亡。发狂的战象会给双方带来巨大损失。经验丰富的罗马军团兵会试图砍断战象的鼻子，故意引起它们发狂从而使得使用战象的敌人阵线混乱。装备标枪的轻装散兵也被用来驱赶战象向后奔跑，因为标枪的打击能引发它们发狂。
斯里兰卡的历史记载，经训练的象能娴熟地用鼻子挥舞两端为铁球的铁链条。这样的象能够驱使军队在绝境中继续前进。
布匿战争中迦太基军的战象背部安有象舆。象舆中搭载三人，这三人要么是弓箭手要么装备六米长的长矛。非洲森林象比非洲草原象和亚洲象小的体型使得它们无法驮起如高塔台般的象舆，它们仅能搭载二到三人。战象必须由一名驭象人驾驭，驭象人被称为“mahout”，通常是努米底亚人。驭象人带有一带刃凿子和一锤子，在战象发狂的时候驭象人便使用凿锤切断象的脊骨杀死它。战象被比作二战时的坦克。不过战象和坦克的战术使用方式实在是相差太远。
Jayantha Jayawardhene1994年在他的《斯里兰卡的大象》中认为，战象是不可靠的武器，只能吓唬敌人。他说：“人们发现战象很敏感，容易被陌生的声音或者其他原因所影响而丧失意识，陷入疯癫四散奔逃。”

## 戰爭
前331年高加米拉戰役
前326年希達斯皮斯河戰役
前312年加沙戰役
前301年伊普蘇斯戰役
前280年赫拉克利亞戰役
前217年拉菲亞戰役
前202年扎馬戰役
前190年馬格尼西亞戰役
前164年Battle of Beth-zur
前46年Battle of Thapsus
1214年Frederick II, Holy Roman Emperor侵略Cremona
1942年—1945年緬甸戰役

### 遊戲
- 象棋有「象」作為棋子，有如真實的戰爭有戰象作為戰鬥成員
- 國際象棋的「車」（rook）原為象上的塔，而「主教」（bishop，中文通常叫象）這顆棋子亦原本為象
- 世紀帝國2：帝王世紀、征服者入侵

### 文學作品
- Rudyard Kipling的The Jungle Book包括了兩個戰象有出現的故事："Toomai of the Elephants"和"Her Majesty's Servants"
- 托爾金的小說中，野獸猛瑪以戰象為模型